# Les chevaux de Dieu
Les chevaux de Dieu és una pel·lícula dramàtica del 2012 sobre els atemptats gihadistes de Casablanca del 2003. Va ser dirigida per Nabil Ayouch i està basada en la novel·la Les Etoiles de Sidi Moumen de l'escriptor marroquí Mahi Binebine. La pel·lícula va guanyar diversos premis i va ser la proposada pel Marroc als Premis Oscar de 2012 celebrats el febrer de 2013.

## Argument
La pel·lícula comença l'any 1994 i segueix el procés de radicalització violenta de Yachine, el seu germà gran Hamid, i els seus amics Nabil, Fouad i Khalil, els quals viuen en l'extrema pobresa a Sidi Moumen, un barri de barraques de Casablanca.

## Crítica social
Les chevaux de Dieu tracta temes com ara la radicalització, el terrorisme, la pobresa, el masclisme i la sexualitat. Si bé la pel·lícula presenta el terrorisme i la radicalització, la pel·lícula posa l'accent en la pobresa, el masclisme extrem i la desesperança davant la influència de la religió, concretament de l'islam. Seguint els personatges principals des de la seva infantesa fins a l'edat adulta, la pel·lícula desmitifica el terrorisme fent que sigui terriblement comprensible a través d'una sensació de tragèdia inexorable.
En una entrevista Nabil Ayouch va explicar que: «El meu punt de vista no és donar lliçons morals sinó fer entendre mostrant. Al començament de la pel·lícula veiem nens de 10 anys com tothom, amb els mateixos somnis. Els joves musulmans tenen les mateixes aspiracions que els joves occidentals, hem de deixar de creure que provenen d'un planeta amb costums llunyans... Però l'entorn que els envolta ho ensorra tot. Hi ha una sensació d'abandonament que tot ho travessa: aquests joves tenen la impressió de ser ciutadans de segona classe, això és el que pot menar a una deriva funesta, al món àrab i al Marroc en particular, als que viuen en aquestes zones sense llei. on només les màfies religioses són capaces de cobrir les necessitats que ningú més entoma».
La pel·lícula va competir a la secció Un certain regard al 65è Festival Internacional de Cinema de Canes. Va guanyar premis en festivals de cinema de Rotterdam, Namur, Brussel·les, Valladolid, Doha, Besançon i Montpeller, però no al Festival Internacional de Cinema de Marràqueix. La pel·lícula va ser seleccionada com a proposta marroquina a l'Oscar a la millor pel·lícula de parla no anglesa als 86è Premis de l'Acadèmia, però no va ser nominada. Va rebre dues nominacions als 4ts Premis Magritte, i va guanyar el premi a la millor fotografia per a Hichame Alaouié.